# Pardalophora haldemanii
Pardalophora haldemanii är en insektsart som först beskrevs av Scudder, S.H. 1872.  Pardalophora haldemanii ingår i släktet Pardalophora och familjen gräshoppor. Inga underarter finns listade i Catalogue of Life.